# رامون كليمنتي
رامون كليمنتي (بالإنجليزية: Ramón Clemente)‏ مواليد 11 ديسمبر 1985 في كوينز، هو لاعب كرة سلة بورتوريكي/أمريكي. بدأ مسيرته الاحترافية في سنة 2009. يلعب مع فيرو كاريل أويستي في دوري كرة السلة الوطني الأرجنتيني. يحمل الرقم 1. يبلغ طوله 6 قدم 7 بوصة (2.0 م). حقق المركز الثاني في بطولة أمم الأمريكتين لكرة السلة 2013.

## سجل المنافسة
شارك في المنافسات التالية:
- كأس العالم لكرة السلة 2014
- بطولة أمم الأمريكتين لكرة السلة 2013

## الميداليات
| الميدالية | المسابقة                             |
| --------- | ------------------------------------ |
| فضية      | بطولة أمم الأمريكتين لكرة السلة 2013 |

## روابط خارجية
- رامون كليمنتي على موقع الاتحاد الدولي لكرة السلة (الإنجليزية)
- رامون كليمنتي على موقع كرة السلة الأوروبية.كوم (الإنجليزية)
- رامون كليمنتي على موقع كلية كرة السلة في سبورتس رفرنس.كوم (الإنجليزية)
- رامون كليمنتي على موقع ريلجم (الإنجليزية)
- رامون كليمنتي على موقع بروبوليرز (الإنجليزية)
- رامون كليمنتي على موقع سبورتس رفرنس (الإنجليزية)